# Принсвил (Хаваји)
Принсвил (Хаваји) (енгл. Princeville) насељено је место за статистичке потребе у америчкој савезној држави Хаваји. По попису становништва из 2010. у њему је живело 2.158 становника.

## Демографија
Према попису становништва из 2010. у граду је живело 2.158 становника, што је 460 (27,1%) становника више него 2000. године.
| Група             | 2000.         | 2010.         |
| Белци             | 1.352 (79,6%) | 1.664 (77,1%) |
| Афроамериканци    | 5 (0,3%)      | 9 (0,4%)      |
| Азијати           | 78 (4,6%)     | 117 (5,4%)    |
| Хиспаноамериканци | 68 (4,0%)     | 122 (5,7%)    |
| Укупно            | 1.698         | 2.158         |